# Desenvolvimento regional
Desenvolvimento regional refere-se a uma área do conhecimento que estuda, pesquisa e projeta políticas públicas relativas ao fornecimento de ajuda e assistência para o desenvolvimento social e econômico, geralmente voltadas especificamente para regiões que são consideradas menos desenvolvidas economicamente. Desenvolvimento regional pode ser de natureza local, intra-nacional, nacional ou internacional. As implicações e o alcance do desenvolvimento regional, portanto, pode variar de acordo com a definição de uma região, e como a região e seus limites são percebidos internamente e externamente.

Classificação do desenvolvimento das regiões da União Européia de 2021 a 2027:
Regiões menos desenvolvidas
Regiões em transição
Regiões mais desenvolvidas

Os pressupostos do desenvolvimento regional é que o processo de desenvolvimento econômico não ocorre de maneira igual e simultânea em toda a parte. A dinâmica econômica regional é objeto de estudo bastante complexo, dadas as inter-relações existentes dentro e entre diferentes localidades e sua importância para a coesão da economia nacional.
O desenvolvimento regional é também um dos objetos de estudo privilegiados da ciência regional (economia espacial, geografia econômica, urbanismo, planejamento urbano, planejamento urbano, análise territorial, administração pública, etc.).

## Teorias
As principais teorias sobre desenvolvimento regional pós-segunda guerra são: a Teoria dos Pólos de Crescimento (baseado nos pesquisadores François Perroux e Jacques R. Boudeville), a Teoria da Causação Circular Cumulativa (Gunnar Myrdal), a Teoria do Desenvolvimento Desigual e da Transmissão Interregional de Crescimento (Albert O. Hirschman) e a Teoria da Base de Exportações (Douglass C. North).

## No Brasil

### Órgãos, instituições e organizações no Brasil
Em 2019, foi criado o Ministério do Desenvolvimento Regional, por meio de Medida Provisória para aglutinar as pastas do Ministério das Cidades e do Ministério da Integração Nacional. 
Em 2023, o Ministério do Desenvolvimento Regional foi desmembrado dando origem ao Ministério da Integração e do Desenvolvimento Regional e ao retorno do Ministério das Cidades. 
No Rio Grande do Sul foram criados em 1994 os Conselhos Regionais de Desenvolvimento (COREDEs), um fórum de discussão para a promoção de políticas e ações que visam o desenvolvimento regional.
No Paraná, as Agências de Desenvolvimento Regional (ADR’s) foram concebidos pelo Estado de Santa Catarina como parte do projeto de modernização gerencial iniciado em 2003 cujo propósito era descentralizar e desconcentrar a estrutura administrativa. Um exemplo é a Agência de Desenvolvimento Regional do Sudoeste do Paraná

### Cursos de graduação e pós-graduação no Brasil
No Brasil existem diversos cursos universitários que formam bacharéis, mestres, doutores e especialistas em Desenvolvimento Regional. 
No Rio Grande do Sul, no nível de graduação a Universidade Federal do Rio Grande do Sul (UFRGS) forma bacharéis em Desenvolvimento Regional. Nos níveis de pós-graduação lato sensu e stricto sensu existem os cursos de mestrado e doutorado da Universidade de Santa Cruz do Sul (UNISC), o mestrado da Faculdades Integradas de Taquara (FACCAT), o mestrado e doutorado em Desenvolvimento Regional da UNIJUI e a especialização em Desenvolvimento Regional e Territorial da UNIPAMPA. 
Em Santa Catarina, a Universidade da Região de Joinville (UNIVILLE) criou em 2006 um curso superior de tecnólogo em Desenvolvimento Regional que se encontra extinto.
No Amapá, foi criado em 2007 o Programa de Pós-graduação em Desenvolvimento Regional (PPGMDR), da Universidade Federal do Amapá (Unifap), rebatizado para Programa de Pós-graduação em Desenvolvimento Sustentável da Amazônia (PPGDAS).
No Pará, a Universidade Federal do Oeste do Pará possui um curso de graduação em Gestão Pública e Desenvolvimento Regional.

### Planos de Desenvolvimento Regional
Foram criados diversos planos por diferentes órgãos de governo (municipal, estadual ou federal), como por exemplo:
- Plano de Desenvolvimento Regional Sustentável do Xingu (PDRS do Xingu)[21]: foi criado pelo Decreto Presidencial nº 7340 de 2010[22] e atualizado pelo Decreto 10.729 de 23 de junho 2021, passando a chamar-se Plano Sub-regional de Desenvolvimento Sustentável do Xingu.[23]
- Plano de Desenvolvimento Regional de Sergipe – PDR Sergipe: instrumento de alinhamento entre a Política Nacional de Desenvolvimento Regional e a Política Estadual do Sergipe que aponta diretrizes estratégicas e define metas capazes de promover o desenvolvimento, de médio e longo prazos (5 e 10 anos), em especial dos espaços menos desenvolvidos do Sergipe.[24] O Plano publicado em 2017 possui 107 páginas.[25]

## Derivações
A visão em torno do desenvolvimento altera-se ciclicamente e atualmente o desenvolvimento têm sido acrescido de novos elementos. Em língua portuguesa destacam-se algumas derivações do termo como, por exemplo:
- Desenvolvimento Regional Inteligente - pode ser alcançado a partir da criação de regiões inteligentes baseadas em regiões de aprendizagem e cidades inteligentes.[27]
- Desenvolvimento Regional Sustentável - fruto de um crescimento da preocupação com a sustentabilidade[26] e uma interação entre o Desenvolvimento Regional e o Desenvolvimento Sustentável.[28] Em inglês, o termo refere-se a Regional Sustainable Development (RDS).[29]